# 基石药业
基石药业（英語：CStone Pharmaceuticals, 港交所：2616）全称是基石药业(苏州)有限公司，是一家中国创新型生物制药公司，主要研究肿瘤免疫药物和靶向药物。

## 历史
2015年在开曼群岛注册，2016年3月A轮融资1.5亿美元，同年4月在江苏苏州注册，江宁军加盟并担任董事长兼首席执行官。2018年5月B轮融资2.62亿美元。投资方包括新加坡政府投资公司、博裕资本、元禾控股、云锋基金、中信产业基金、红杉资本、通和毓承资本、泰康保险等。2019年2月26日在香港交易所挂牌上市。
基石藥業公布，美國食品藥品監督管理局(FDA)授予其 PD-L1 抗體舒格利單抗（CS1001）治療成人復發或難治性結外自然殺傷細胞/T 細胞淋巴 瘤（R/R ENKTL）的突破性療法認定。
2020年9月30日宣布与辉瑞达成4.8亿美元战略合作。